# Халприн, Лоуренс

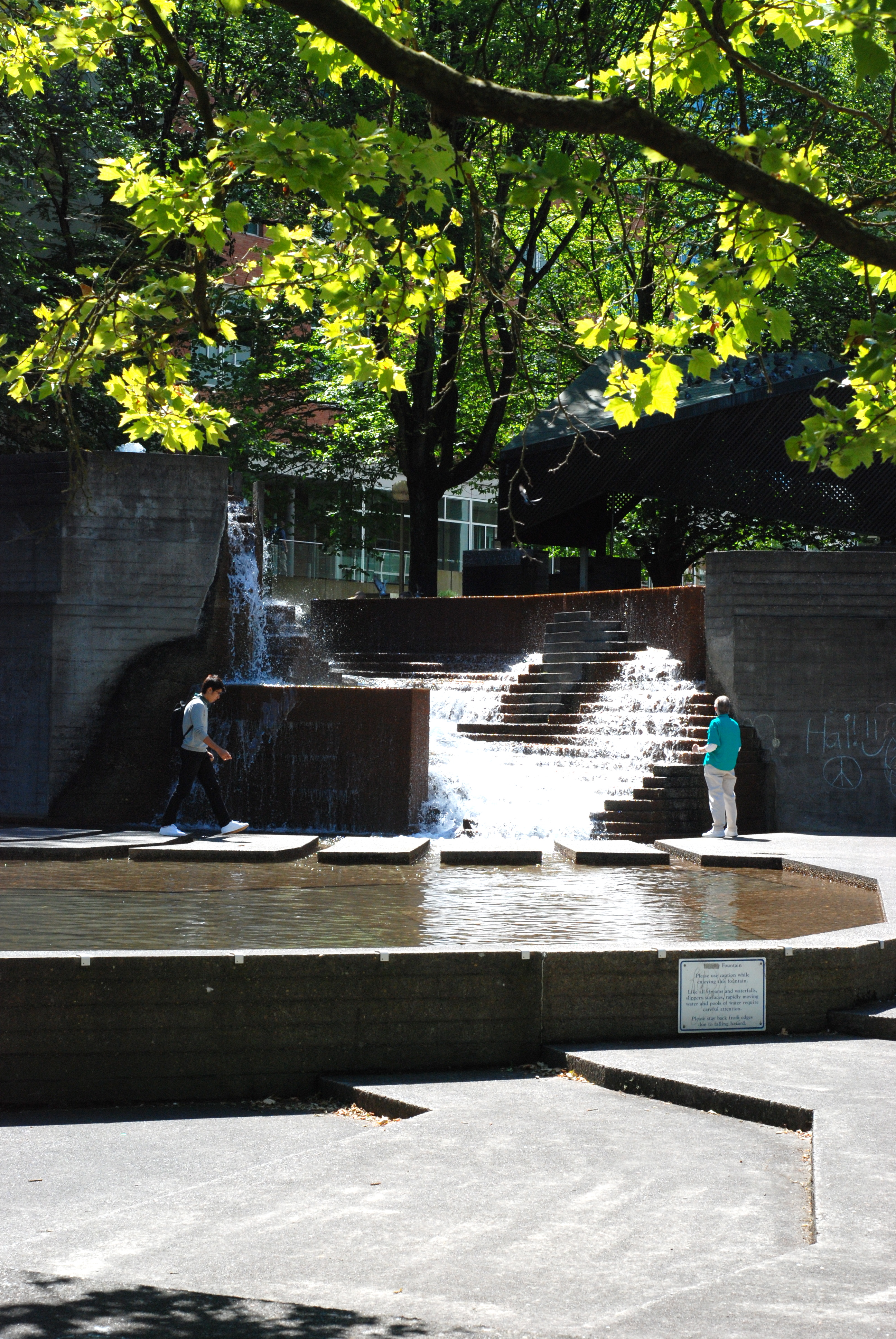
, Портленд, США

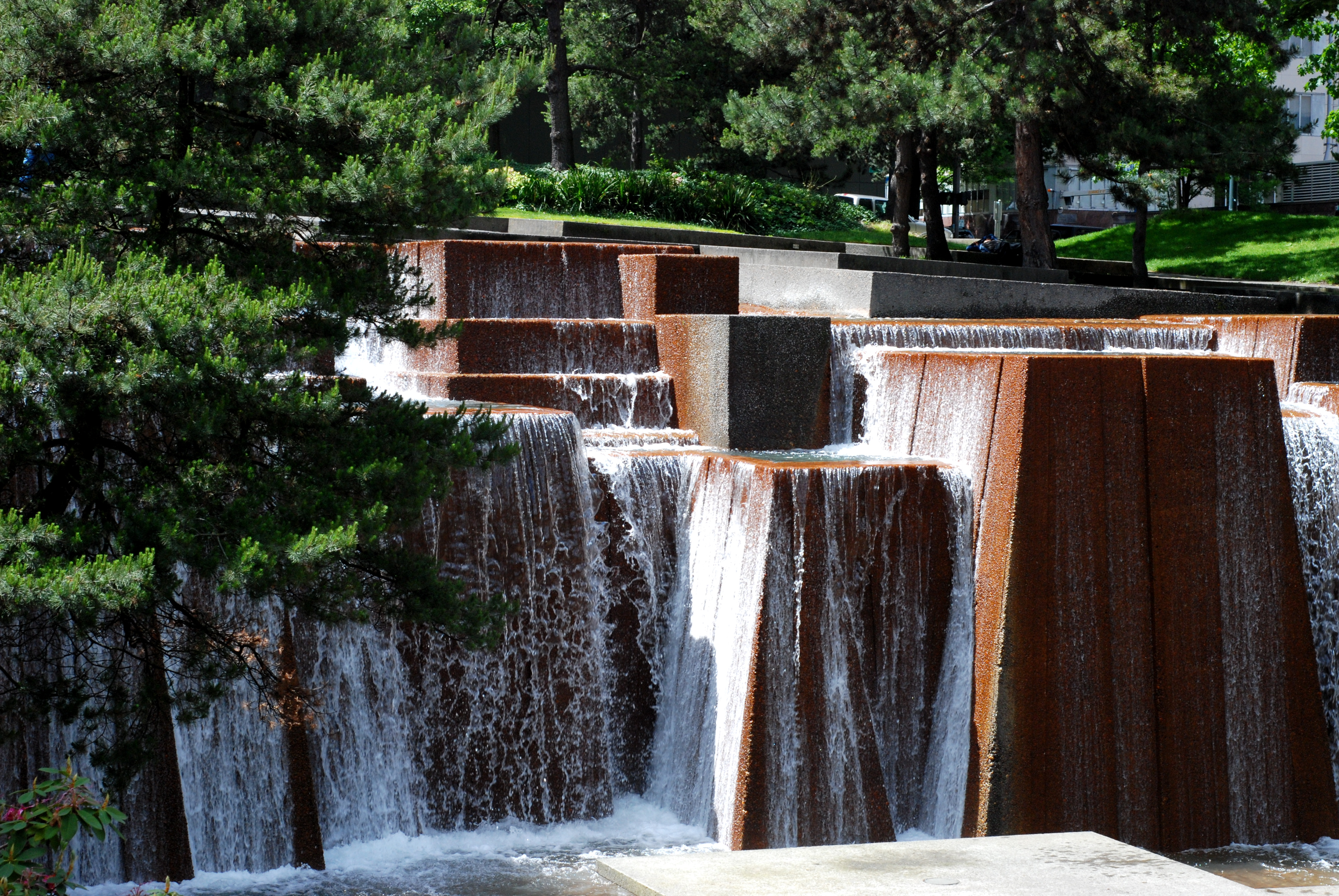
Keller Fountain Park, Портленд, США

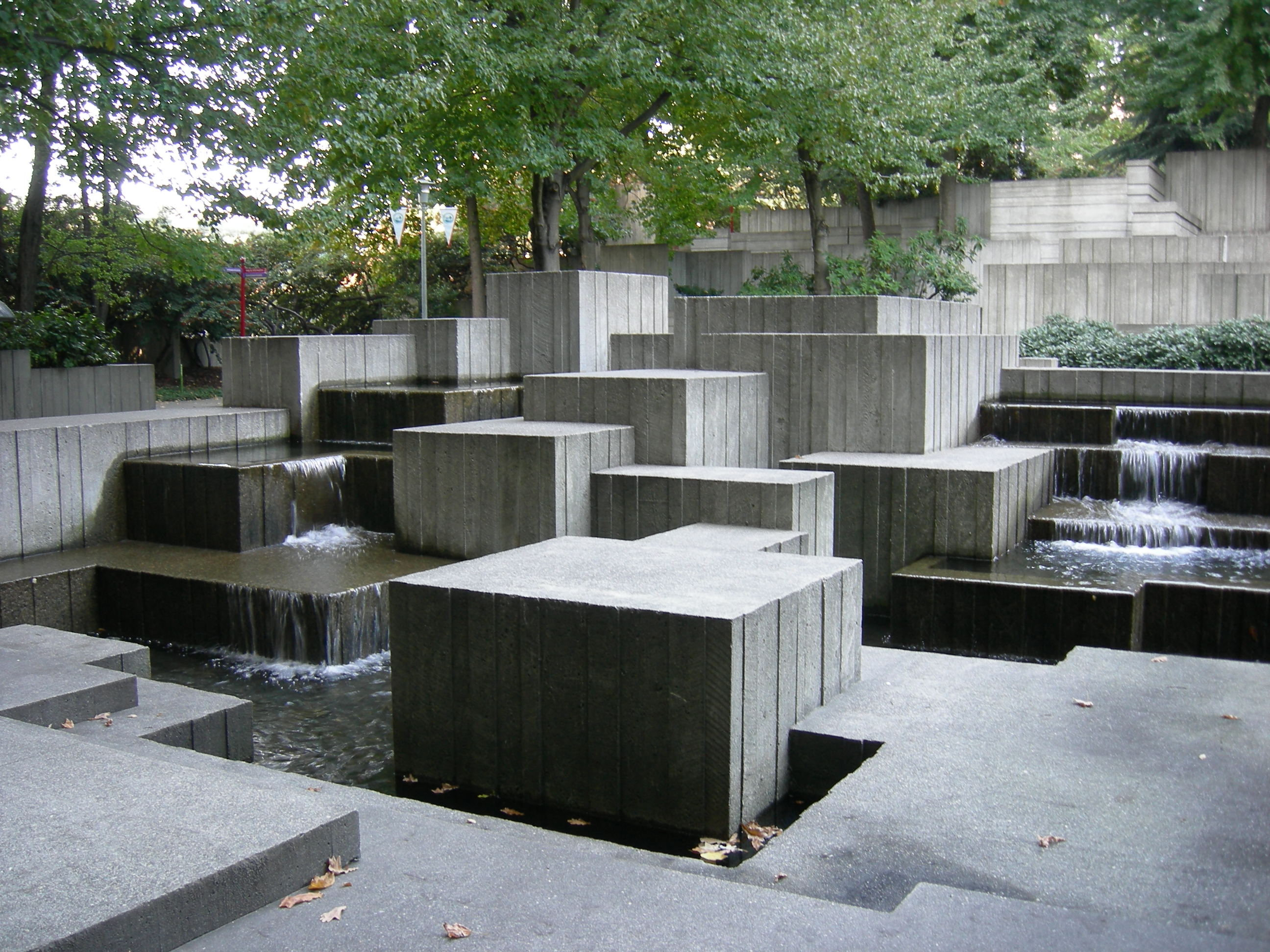
Freeway Park, Сиэтл, США

Лоуренс Халприн (англ. Lawrence Halprin, 1 июля 1916, Нью-Йорк, США — 25 октября 2009, Нью-Йорк, США) — американский ландшафтный архитектор и педагог.

## Биография
Лоуренс Халприн вырос в Бруклине, Нью-Йорк, в еврейской семье Самуэля Халприна и Роуз Лурия (её родители Филипп (Песах) Лурия и Ревекка Исааксон были уроженцами Радошкович). Провел подростком три года в киббуце в Палестине. Получил степень бакалавра естествознания в Корнеллском университете. В 1935 году вернулся в США, чтобы продолжить учёбу в Гарвардской Высшей Школе Дизайна (Harvard Graduate School of Design) под руководством Вальтера Гропиуса (Walter Gropius), Марселя Бройера (Marcel Breuer) и ландшафтного архитектора Кристофера Туннарда (landscape architect Christopher Tunnard).
19 сентября 1940 года он женился на Анне Шуман 1920 года рождения.
В 1944 году его призвали в ВМС США, и он был направлен на эсминец «Моррис» в Тихом Океане. Его корабль был атакован камикадзе. Как один из оставшихся в живых, он был направлен в отпуск в Сан-Франциско. И начал учиться у ландшафтного архитектора Томаса Долливера Чёрча (англ. Thomas Dolliver Church). Окончив обучение, он открыл свою собственную фирму, 1949. С 1976 года — работал в содружестве с партнером Су Юнг Ли Икеда (Sue Yung Li Ikeda).

## Основные проекты
- Мемориальный комплекс Франклина Рузвельта[англ.], Вашингтон, США;
- Подходы к водопаду Йосемити, Национальный парк Йосемити;
- «Си Рэнч», Калифорния, США (The Sea Ranch, California, USA);
- Фонтан «Айра Келлер»[англ.], Портланд, Орегон, США;
- Площадь Гирарделли[англ.], Сан-Франциско, Калифорния, США;
- Площадь Объединенных наций, (United Nations Plaza), Сан-Франциско, Калифорния, США (San Francisco, California, USA);
- Площадь Леви (Levi Plaza), Сан-Франциско, Калифорния, США (San Francisco, California, USA);
- Каскадная площадь (Cascade Plaza), Акрон, Огайо, США (Akron, Ohio, USA);
- Ландшафтный дизайн улицы Мэйн (Main Street Streetscape), Гринвилл, Южная Каролина, США (Greenville, South Carolina, USA);
- «Иннэрбэлт Фривэй» (Innerbelt Freeway), Акрон, Огайо, США (Akron, Ohio, USA);
- Ландшафтный проект для «Оак Брук Центра» (landscape work for Oakbrook Center), Оак Брук, Иллинойс, США (Oak Brook, Illinois, USA);
- Ландшафт и схема фонтана, «Норзвэст Плаза» (landscaping and fountain scheme for Northwest Plaza), Сан-Луис, Миссури, США (St. Louis, Missouri, USA);
- «Джейкоб Риз Плаза» (Jacob Riis Plaza), город Нью-Йорк, США (New York City, USA);
- Парк «Фривэй» (Freeway Park), Сиэтл, Вашингтон, США (Seattle, Washington, USA);
- Парк «Скайлайн» (Skyline Park), Денвер, Колорадо, США (Denver, Colorado, USA);
- «Центр дигитального искусства Лэттермана» (Letterman Digital Arts Center), Сан-Франциско, Калифорния, США (San Francisco, California, USA);
- Набережный парк (Riverbank Park), Флинт, Мичиган, США (Flint, Michigan, USA);
- Парк площади Манхеттен (Manhattan Square Park), Рочестер, Нью-Йорк, США (Rochester, NY, USA), 1975;
- Молл «Даунтаун»[англ.], Шарлоттесвилл, Вирджиния, 1976;
- Парк «Централ Сквер» (Park Central Square), Спрингфилд, Миссури, США (Springfield MO, USA);
- Амфитеатр «Стерн Гров»[англ.] , Сан-Франциско, Калифорния, США;
- Молл «Николлет» (Nicollet Mall), Миннеаполис, Миннесота, США (Minneapolis, Minnesota, USA).

## Семья
Жена Лоуренса Анна Халприн (Шуман) является одной из основательниц американского авангарда в современном танце. У Лоуренса и Анны было две дочери: Дарья (1948) и Рана (1951). Дарья Халприн Халиги работает в области искусства, а Рана Халприн — брачный консультант.